# 彼得·韋爾奇
彼得·弗朗西斯·韦尔奇（英語：Peter Francis Welch，1947年5月2日—）是美國的一位政治人物，現任佛蒙特州的聯邦參議員。2007年至2023年，他是佛蒙特州單一選舉區選出的美國眾議院議員。他的黨籍是民主黨。在當選國會議員之前，韋爾奇曾於1981年至1989年擔任佛蒙特州參議院議員。